# Дитяча година
«Дитяча година» (англ. The Children's Hour) — американський фільм-драма 1961 року, поставлений режисером Вільямом Вайлером. Сценарій Джона Гейза засновано на п'єсі з однойменною назвою 1934 року Ліліан Геллман. Фільм є ремейком стрічки «Ці троє» (1936), також знятого Вайлером. Вважається одним з перших фільмів Голлівуду, що відкрито звертається до теми гомосексуальності.
Спроба продюсера Семуеля Голдвіна у 1936 році зняти фільм за п'єсою «Дитяча година», в якій відкрито йшла мова про лесбійських стосунки, через дію кодексу Хейса призвела до того, що фільм розповідав про те, як дві жінки борються за чоловіка. Навіть назву «Дитяча година» було заборонено використовувати, оскільки п'єса була добре відомою. У результаті фільм дістав назву «Ці троє». Міріам Гопкінс, що зіграла у фільмі Лілі Мортар, також брала участь в першій екранізації п'єси, де вона грала Марту Добі.

## Сюжет
Подруги по коледжу Марта Добі (Ширлі Маклейн) і Карен Райт (Одрі Гепберн) відкривають приватну школу для дівчаток в Новій Англії. З ними живе і працює тітка Марти — Лілі (Міріам Гопкінс), літня акторка, яка веде уроки дикції. Карен вже два роки заручена з Джо Кардіном (Джеймс Гарнер), який працює в цьому ж місті лікарем. Марта ставиться до Джо з неприязню, і тітка звинувачує її в егоїзмі й бажанні привласнити Карен тільки собі.
Одна з учениць школи — Мері Тілфорд (Карен Балкін), мстива й підступна натура. Озлобившись на Карен, яка викрила її у брехні та покарала, Мері скаржиться своїй бабусі, Амелії Тілфорд (Фей Бейнтер), що нібито вчительки перебувають в любовному зв'язку. Випадкові слова Лілі, яка вчергове посварилася з Мартою, додають олії у вогонь, і перелякана місіс Тілфорд забирає внучку зі школи, чому та дуже радіє.
Місіс Тілфорд попереджає усіх батьків — і незабаром школа пустіє, усіх дітей звідти забирають. Не розуміючи, що відбувається, Марта і Карен приходять до місіс Тілфорд. Тут вони дізнаються, що причиною усьому — Мері. Вони намагаються викрити її брехню, але хитрій Мері вдається викрутитися. Компаньйонки подають до суду, звинувачуючи місіс Тілфорд у наклепі, але програють справу.
Скандал, що вибухнув, зачіпає і Джо. Його звільняють з роботи, але він не бажає зрікатися Карен і Марти, пропонує їм поїхати усім разом з міста і почати життя наново. Але Карен мучиться від неясних сумнівів, вона хоче розірвати стосунки з Джо.
У один з вечорів у Карен відбувається з'ясування стосунків з Мартою. Та зізнається їй, що брехня Мері, що насправді є брехнею, відкрила їй правду: вона насправді кохає Карен. Це відкриття звалює її в безодню відчаю. Вважаючи себе розбещеною і брудною, причиною усього, що сталося з ними, Марта думає, що згубила Карен.
В цей час з'ясовується правда. Місіс Тілфорд дізнається, що її внучка збрехала. Вона вражена, з нею трохи не відбувається напад. Вона приходить до подруг і просить пробачити її, обіцяючи, що вирок суду буде скасовано і репутація вчительок буде відновлена. Карен і Марта відхиляють її прохання узяти гроші як відшкодування збитку. Їх поламаних життів це вже не виправить.
Марта здійснює самогубство, повісившись у себе в кімнаті. Після похоронів, на яких є присутніми і Джо, і місіс Тілфорд, і інші жителі міста, Карен йде сама.

## У ролях
| Актор(ка)      |  | Персонаж       |
| -------------- |  | -------------- |
| Одрі Гепберн   |  | Карен Райт     |
| Ширлі Маклейн  |  | Марта Добі     |
| Джеймс Гарнер  |  | Джо Кардін     |
| Фей Бейнтер    |  | Амелія Тілфорд |
| Міріам Гопкінс |  | Лілі Мортар    |

| Актор(ка)         |  | Персонаж      |
| ----------------- |  | ------------- |
| Вероніка Картрайт |  | Розалі Велс   |
| Карен Балкін      |  | Мері Тілфорд  |
| Мімі Гібсон       |  | Евелін        |
| Вільям Мімс       |  | містер Бертон |
| Саллі Брофі       |  | матір Розалі  |

## Аналіз
Фільм є однією з перших голлівудських стрічок, що порушують питання гомосексуальності і які отримали схвалення з урахуванням прийнятих поправок до кодексу Хейса. Поправки, що дозволили після тридцятирічного періоду заборони зображувати у фільмах гомосексуальність, рекомендували показувати його з «обережністю, розсудливістю і стриманістю», що насправді, за знаменитим висловлюванням Віто Руссо, означало трактувати гомосексуальність «як брудний секрет». Саме так і подається у фільмі закоханість Марти в Карен. Коли Марта зрештою відкриває, що вона відчуває «саме це» стосовно Карен, вона характеризує себе як «неправильну», «винну» і «хвору», що призводить у результаті до самогубства.
Попри те, що сучасний глядач може знайти цю стрічку застарілою, вона як і раніше відкриває дуже багато про те, як розумілася гомосексуальність у США на початку 1960-х. Передусім, жінка, про яку заявлялося, що вона лесбійка, вважалася такою, що мала проблеми зі здоров'ям (фізичним і/або психічним), про які культурні люди утримувалися говорити. Коли батьки почали забирати дітей зі школи, жоден з них не бажав пояснити Марті й Карен, чому вони це роблять. Коли ж один все-таки пояснює, то це відбувається за дверима, і глядач не чує, що саме там говориться.
Як вказувалося багатьма критиками, «Дитяча година» — це фільм швидше про важкі наслідки чуток (в цьому випадку чуток про передбачувану гомосексуальність), ніж про гомосексуальність як таку. Примітно також, що стрічка звертає увагу на те, що можливе життя з відкритим визнанням себе гомосексуалом: Карен говорить Марті, що «життя інших людей не було цим зруйноване», — але Марта не може уявити себе однією з таких людей.
Наприкінці фільму Карен не повертається до Джо, як того вимагав би щасливий кінець. Після похоронів Марти вона йде одна. Фільм не дає відповіді, яка у неї орієнтація — гомосексуальна, гетеросексуальна або бісексуальна, припускаючи, що це неважливо. Що дійсно важливе, так це те, що Карен показано жінкою, що має самовладання і здатність самій вирішувати свою долю, такою, що здатна (на відміну від Марти) повстати проти нетерпимості свого часу.

## Визнання
| Нагороди та номінації фільму «Дитяча година» | Нагороди та номінації фільму «Дитяча година» | Нагороди та номінації фільму «Дитяча година»             | Нагороди та номінації фільму «Дитяча година» | Нагороди та номінації фільму «Дитяча година» | Нагороди та номінації фільму «Дитяча година» |
| Рік                                          | Кінофестиваль/кінопремія                     | Категорія/нагорода                                       | Номінант                                     | Результат                                    |                                              |
| -------------------------------------------- | -------------------------------------------- | -------------------------------------------------------- | -------------------------------------------- | -------------------------------------------- | -------------------------------------------- |
| 1962                                         | Премія «Оскар»                               | Найкраща акторка в ролі другого плану                    | Фей Бейнтер                                  | Номінація                                    |                                              |
| 1962                                         | Премія «Оскар»                               | Найкраща операторська робота (чорно-білий фільм)         | Франц Планер                                 | Номінація                                    |                                              |
| 1962                                         | Премія «Оскар»                               | Найкраща робота художника декоратора (чорно-білий фільм) | Фернадно Каррер, Едвард Г. Бойл              | Номінація                                    |                                              |
| 1962                                         | Премія «Оскар»                               | Найкращий дизайн костюмів                                | Дороті Джекінс                               | Номінація                                    |                                              |
| 1962                                         | Премія «Оскар»                               | Найкращий звук                                           | Гордон Сав'єр                                | Номінація                                    |                                              |
| 1962                                         | Золотий глобус                               | Найкращий режисер                                        | Вільям Вайлер                                | Номінація                                    |                                              |
| 1962                                         | Золотий глобус                               | Найкраща акторка (Драма)                                 | Ширлі Маклейн                                | Номінація                                    |                                              |
| 1962                                         | Золотий глобус                               | Найкраща акторка другого плану                           | Фей Бейнтер                                  | Номінація                                    |                                              |
| 1962                                         | Премія Лавр благородний                      | ТОП жіночої акторської гри                               | Ширлі Маклейн                                | Перемога                                     |                                              |
| 1962                                         | Премія Лавр благородний                      | ТОП жіночої акторської гри в ролі другого плану          | Фей Бейнтер                                  | Номінація                                    |                                              |
| 1962                                         | Премія Лавр благородний                      | ТОП жіночої акторської гри                               | Одрі Гепберн                                 | Номінація                                    |                                              |
| 1962                                         | Гільдія кінорежисерів США                    | Видатне режисерське досягнення в художньому фільму       | Вільям Вайлер                                | Номінація                                    |                                              |